# Bravnice (Jezero)
Bravnice (szerbül: Бравнице) falu Bosznia-Hercegovinában, Bosanska krajina területén, a Szerb Köztársaságban, Jezero községben. Bravnice falunak a Szerb Köztársaság területére eső, lakatlan része.

## Fekvése
Bosznia-Hercegovina közép-nyugati részén, Banja Lukától légvonalban 52, közúton 78 km-re délre, községközpontjától légvonalban 6, közúton 17 km-re délkeletre fekvő, hegyvidéki területen, 1000-1500 méteres magasságban található. 

## Népessége
| Nemzetiségi csoport | Népesség 1991 | Népesség 2013 |
| ------------------- | ------------- | ------------- |
| Szerb               | 741           | 0             |
| Bosnyák             | 111           | 0             |
| Horvát              | 4             | 0             |
| Jugoszláv           | 12            | 0             |
| Egyéb               | 0             | 0             |
| Összesen            | 868           | 0             |

## Története
A település 1878-ig tartozott az Oszmán Birodalomhoz, majd az Osztrák-Magyar Monarchia része lett. 1879-ben az első osztrák-magyar népszámlálás során Jajca városának része volt. 1910-ben a Cusine községhez tartozó településen 15 házat, 39 ortodox szerb, 26 muszlim és 9 katolikus lakost találtak. A monarchia szétesésével 1918-ben előbb a Szerb-Horvát-Szlovén Királyság, majd 1929-től a Jugoszláv Királyság része. Jugoszlávia megszállása után a falu a Független Horvát Állam (NDH) része lett. 1945-től a település a szocialista Jugoszlávia része volt. A településen az 1991-es népszámlálás adatai szerint 868-an éltek. A Bosznia-Hercegovinában zajló polgárháború idején a Boszniai Szerb Köztársaság része volt. A háború előtt Jajca községhez tartozott. 1995. szeptember 13-án a reguláris horvát hadsereg katonái rálőttek a Donji Vakufból menekülő szerb civilek hadoszlopára, megölve 56 civilt, akik közül nyolcan 15 évesnél fiatalabbak voltak. A támadás során további 24 civil sebesült meg, valamennyiüket a livnói táborba szállították. A daytoni békeszerződés aláírása után a két entitás közötti demarkációs vonal a falu egy részét elválasztotta Jajcától. A Szerb Köztársaság Nemzetgyűlésének 1996. júniusi határozatával megalapították Jezero községet, melynek Bravnice a Szerb Köztársaság területére eső területe a része lett.